# Mierzeja Sarbska
Mierzeja Sarbska je přírodní rezervace ležící mezi rezervací Słowińské pobřeží a Kašubské pobřeží v oblasti Slovinského národního parku .
Byla založena v roce 1976, a zabírá plochu 546,63 ha. Rezervace se rozkládá na relativně úzkém pásu pevniny oddělující eutrofizované Jezero Sarbsko ležící u města Łeba od Baltického moře. Na ploše rezervace je borový les na písečných dunách s acidofilní vegetací, přecházející v pásu blíž k jezeru v březové lesíky s nitrofilní vegetací.

## Vegetace
V rezervaci se nacházejí chráněné rostliny jako rosnatka, podezřeň královská, violka (Viola epipsila Ledeb.), měkkyně bažinná (Hammarbya paludosa (L.) Kuntze). V rezervaci najdeme vřesovec (Erica carnea) a (Erica tetralix), ostřice bažinná (Carex limosa L.), vřesna bahenní (Myrica gale), šicha (Empetrum nigrum), brusnice brusinka a brusnice borůvka, hruštička (Pyrola minor), rojovník (Ledum), hnilák (Monotropa). na okraji jezera roste stulík.

## Turismus
Až k na okraj rezervace se z Łeby dostaneme i automobilem. Průjezd lesní cesty automobilem je zakázán. Celou oblastí vede cyklostezka, po které je možné jezdit i šlapacími čtyřkolkami (které jsou v Łebě k půjčení). Rezervací jezdí po dunách mimo cyklostezku i po cyklostezce motorové čtyřkolky(quad). Jezero je často využíváno k rybaření. Stejně jako v dalších navštěvovaných částech Slovinského národního parku zde najdeme množství odpadků.

## Geografie
Nejbližším městem je Łeba a nejbližší vesnicí je Osetnik. Na jihu rezervací protéká řeka Chełst.

## Galerie

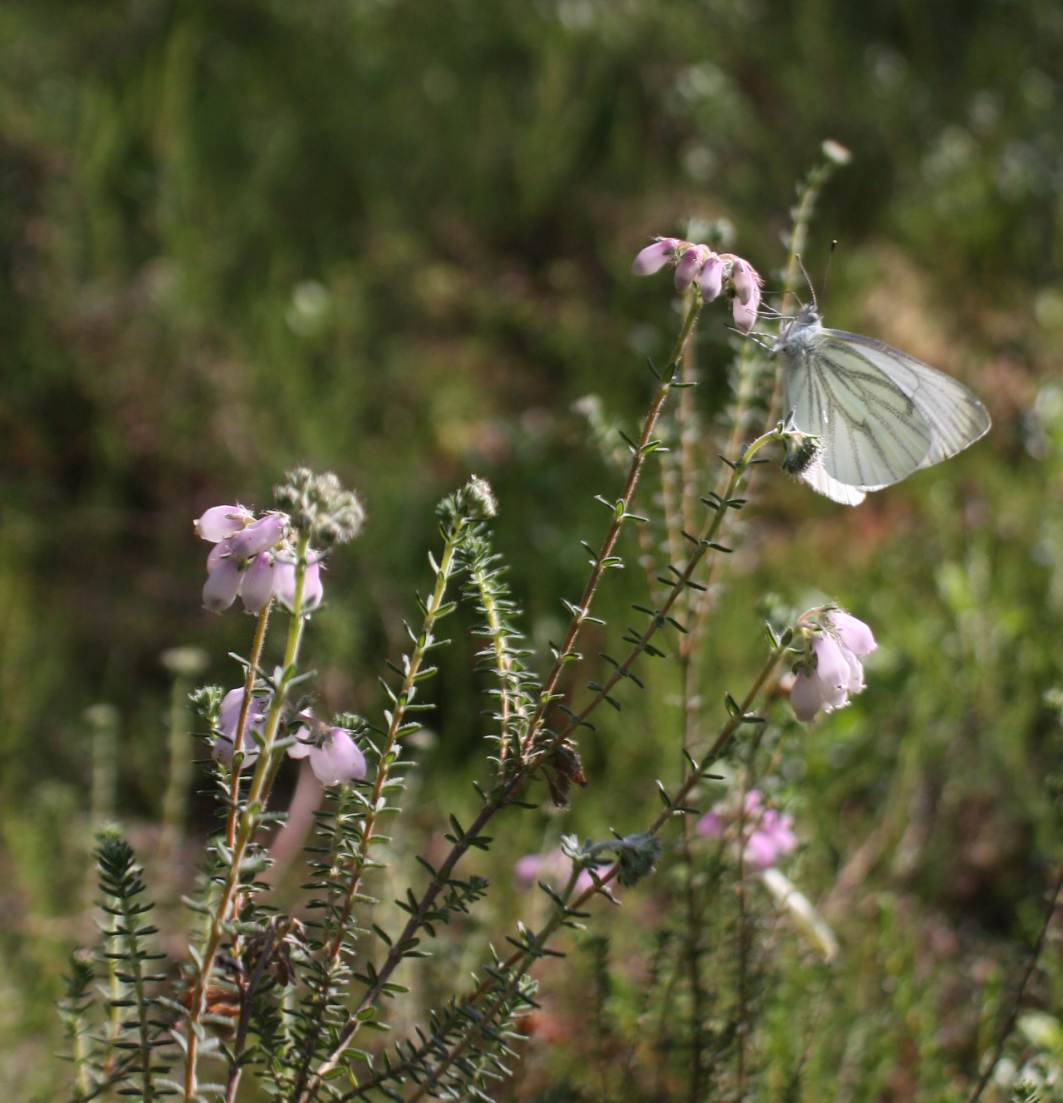
Vřesovec (Erica tetralix) v Mierzeja Sarbska
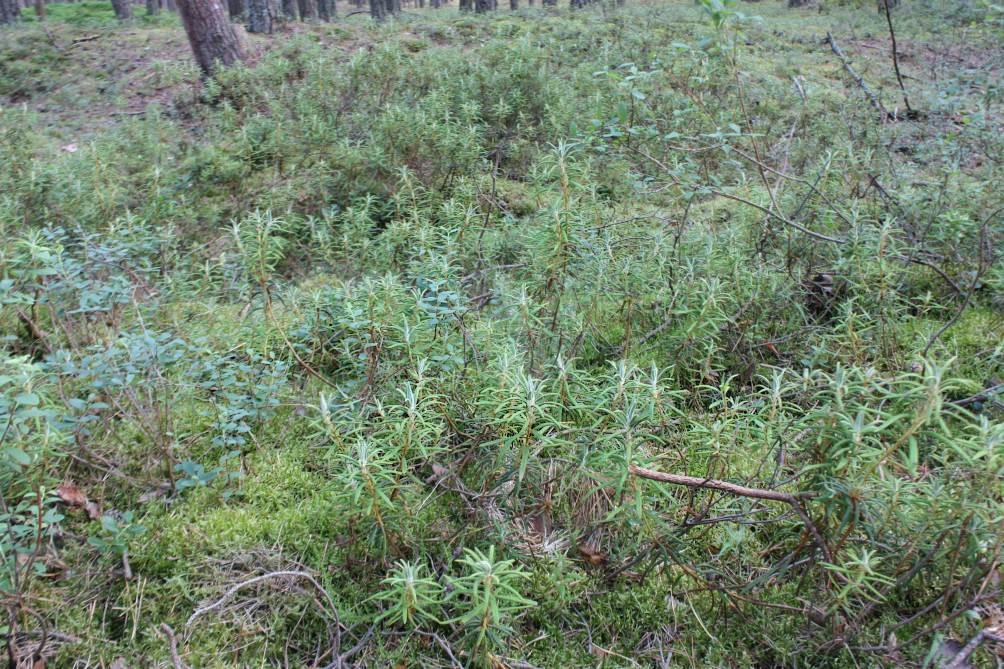
Acidofilní vegetace v Mierzeja Sarbska
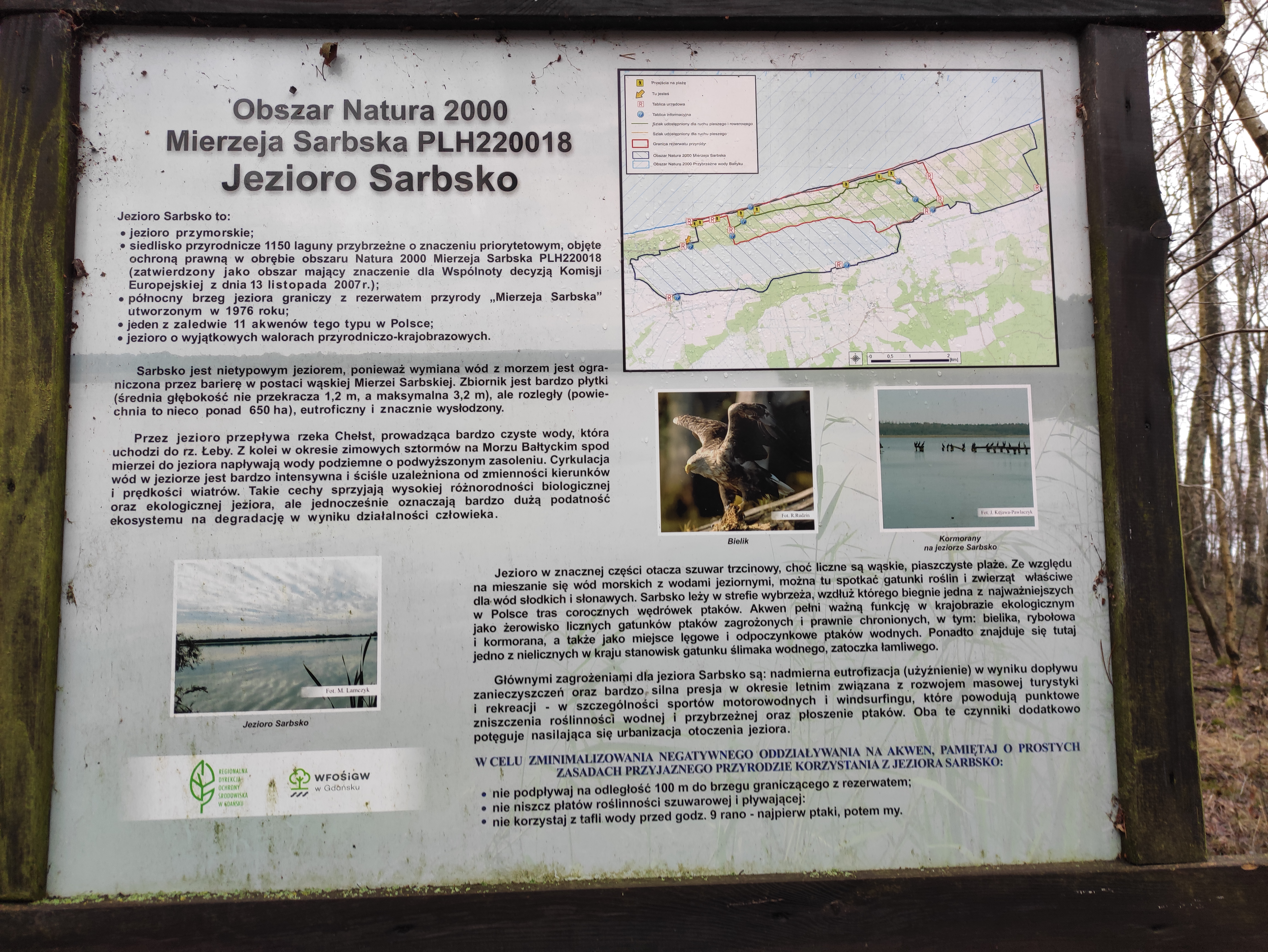
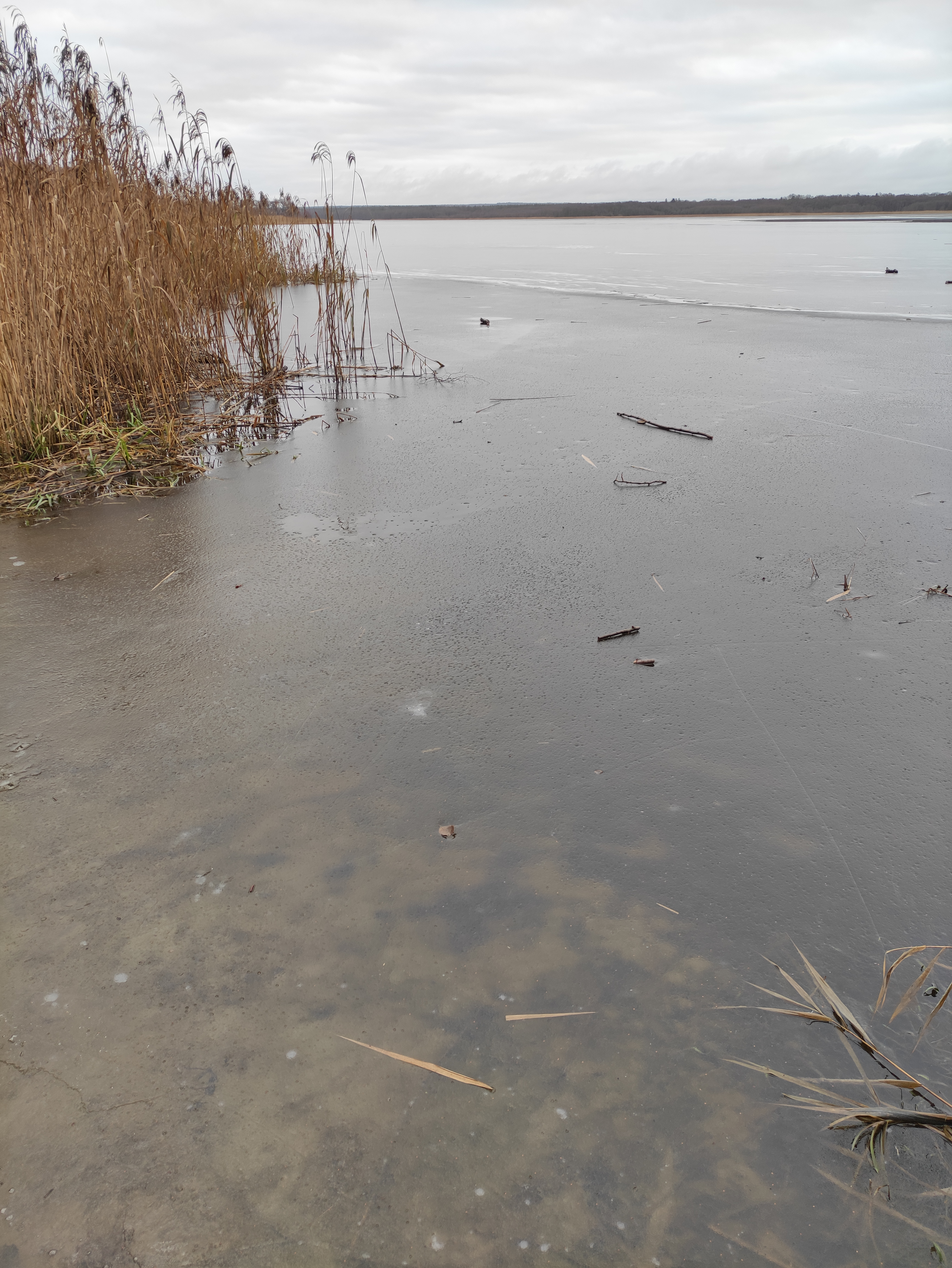
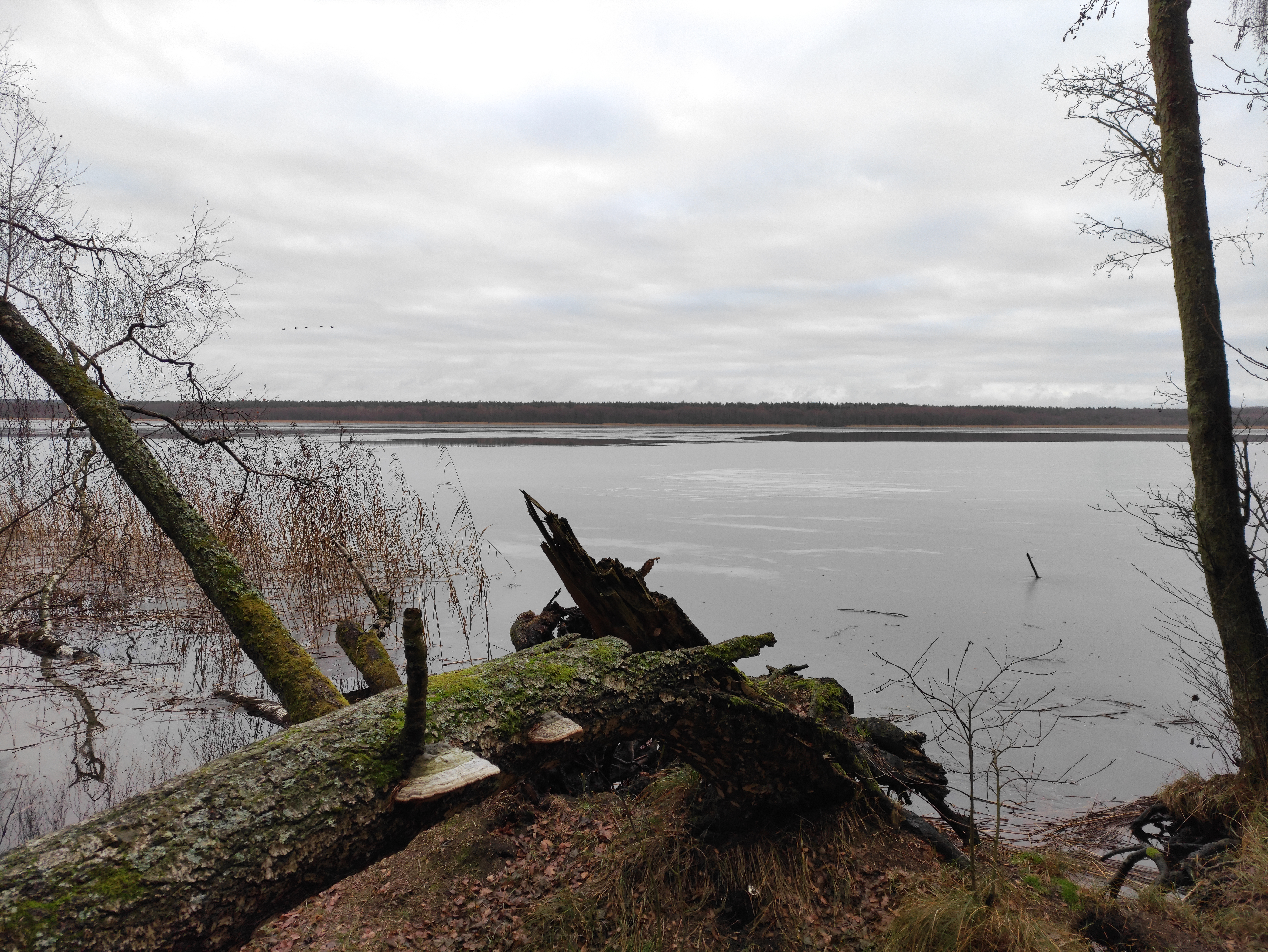
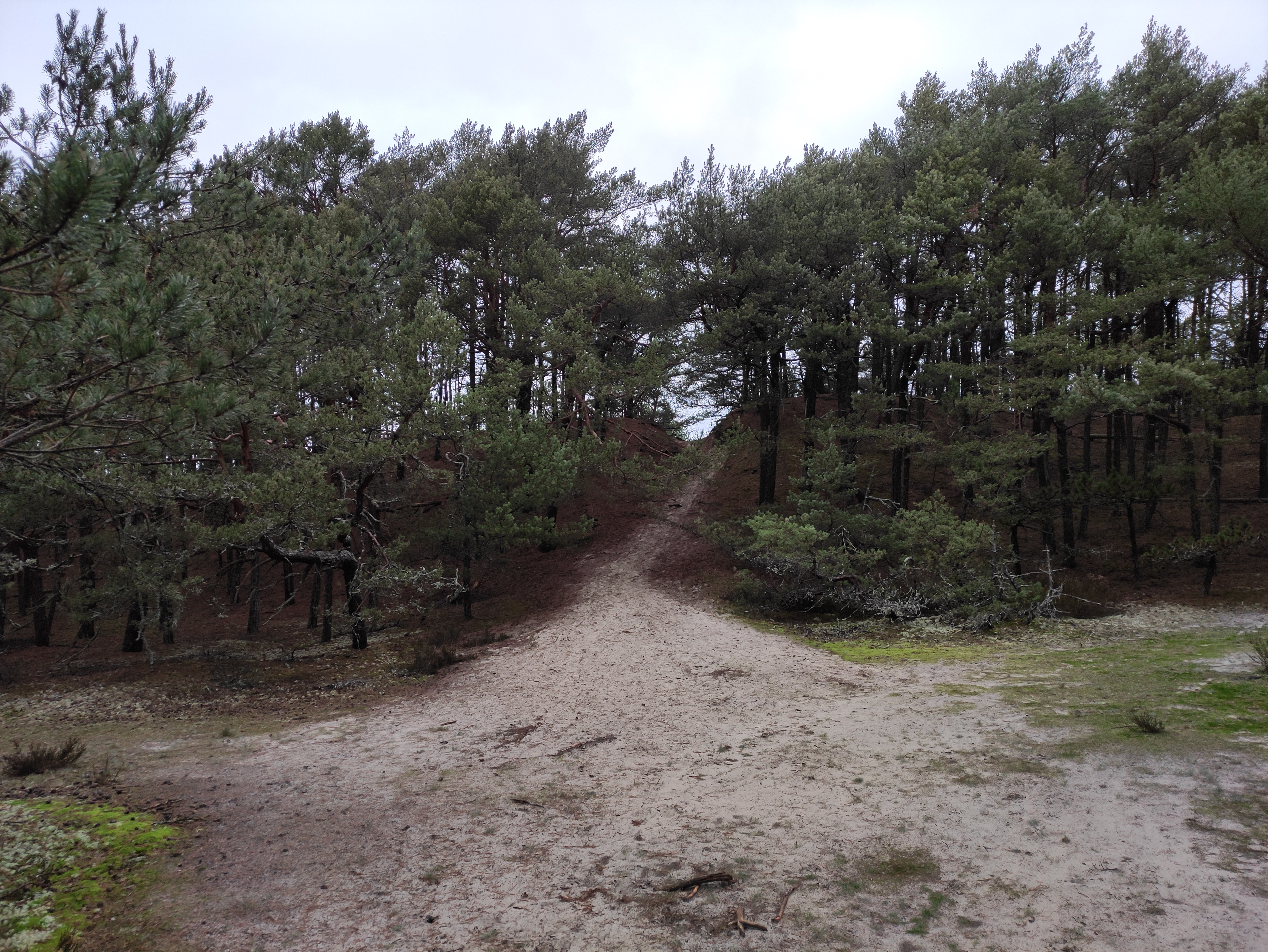
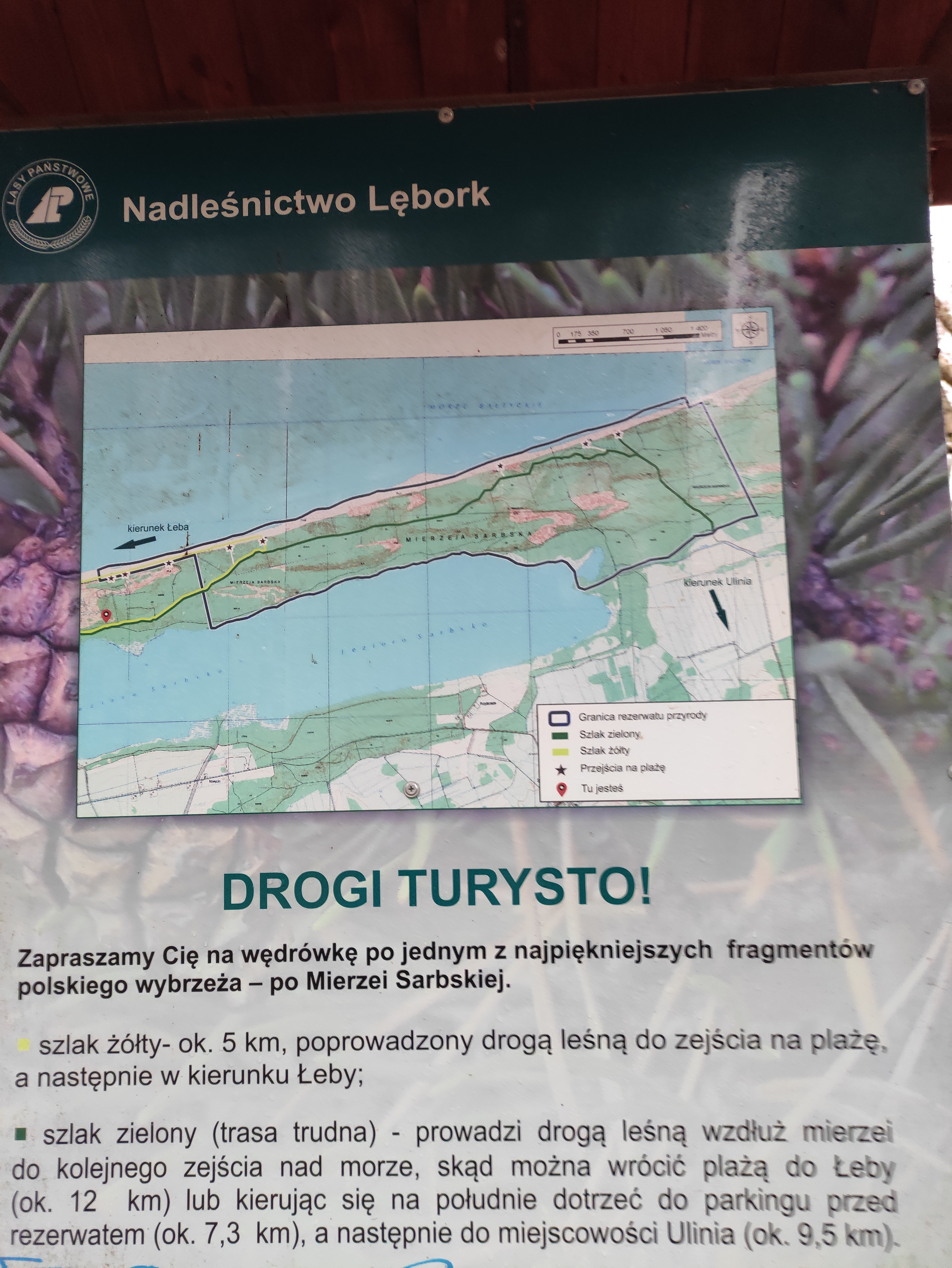
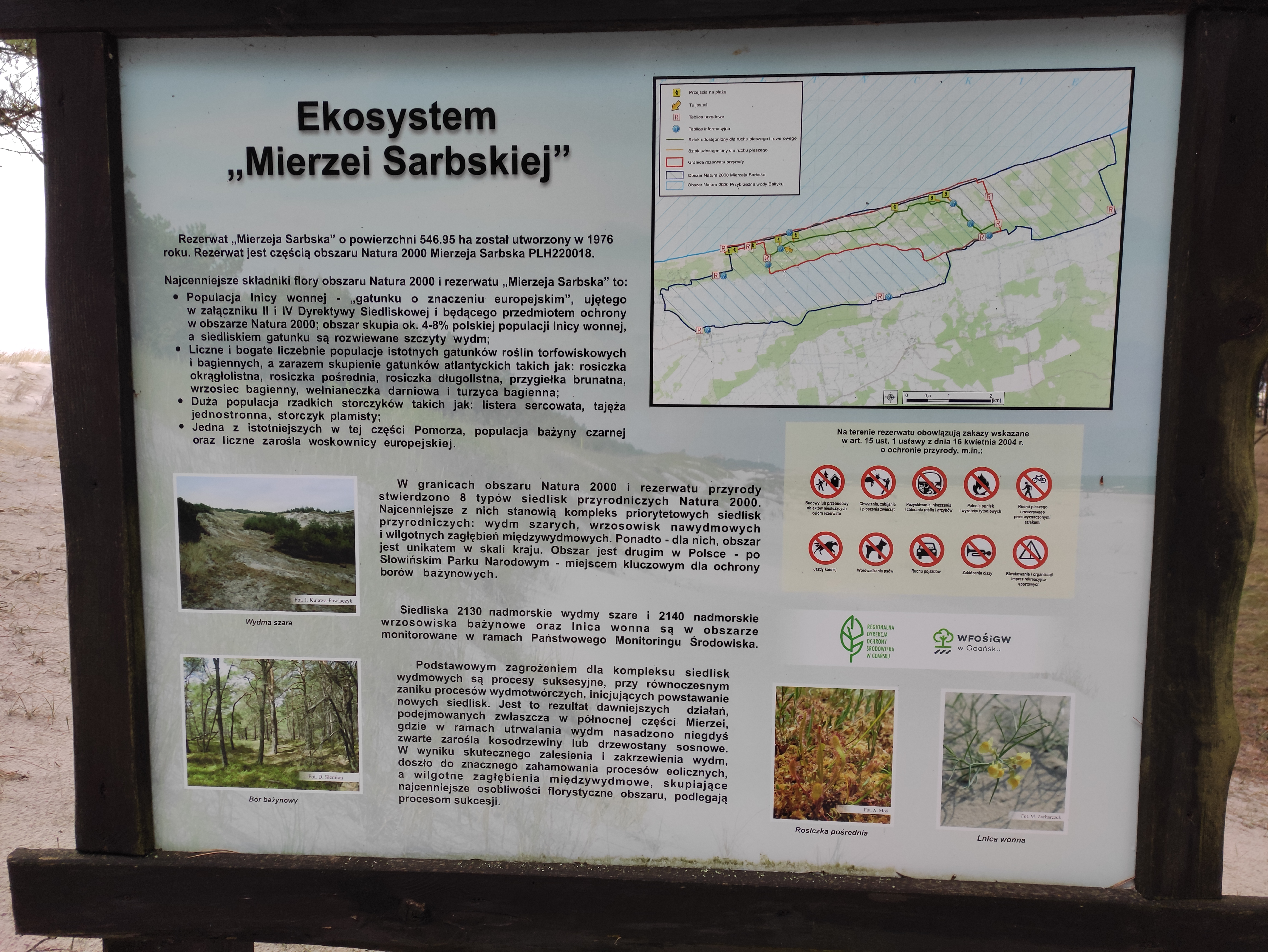
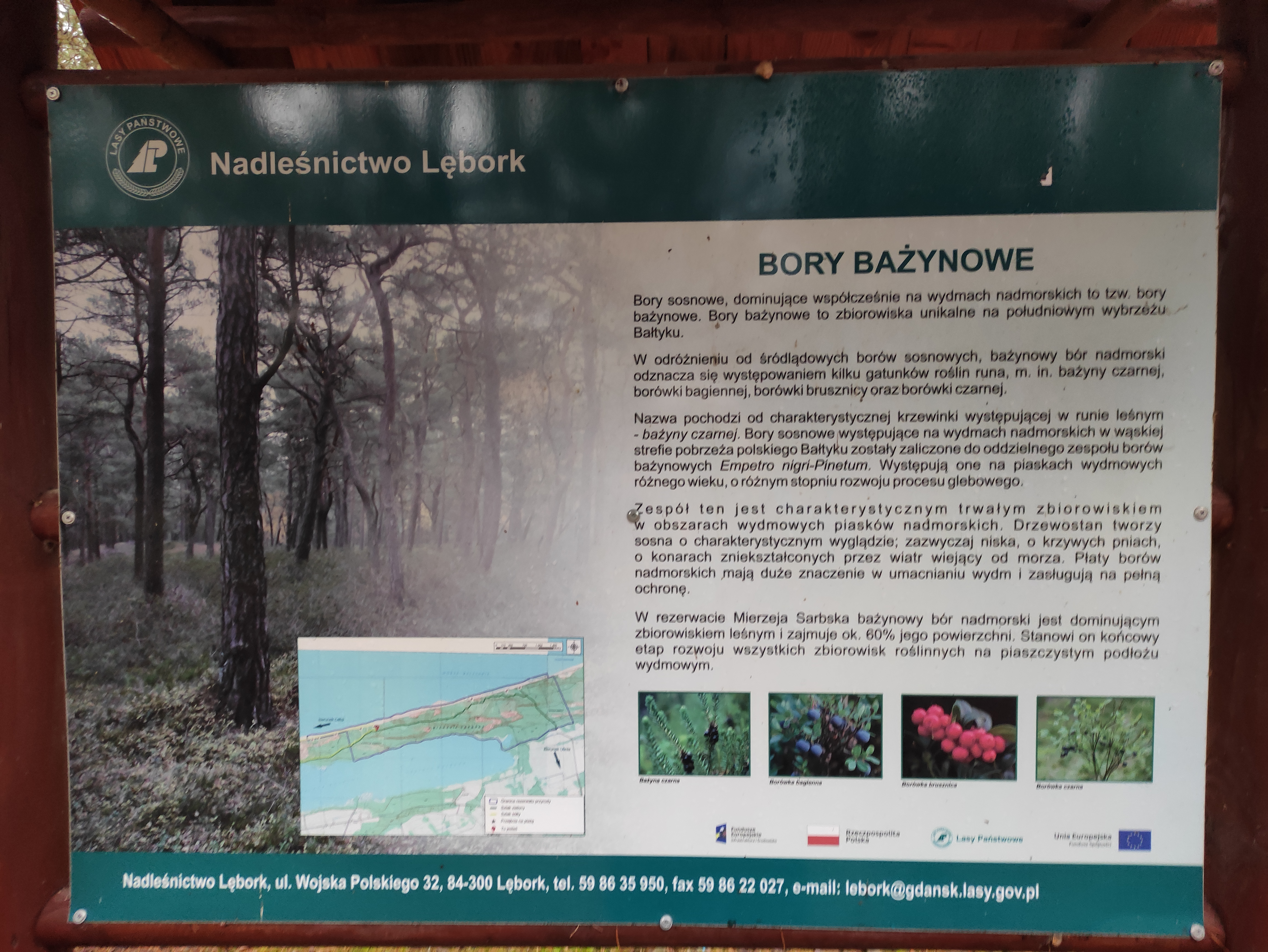
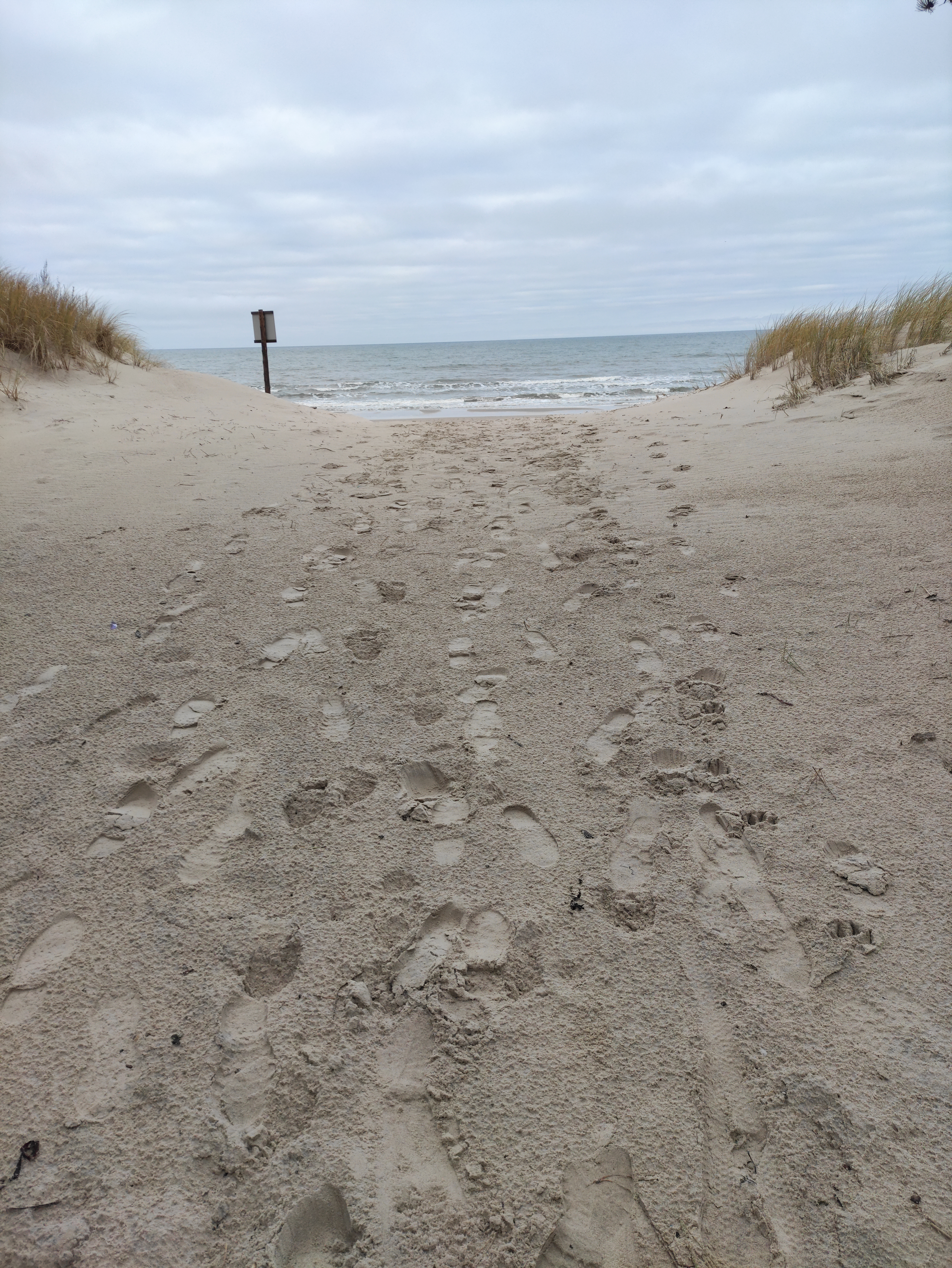
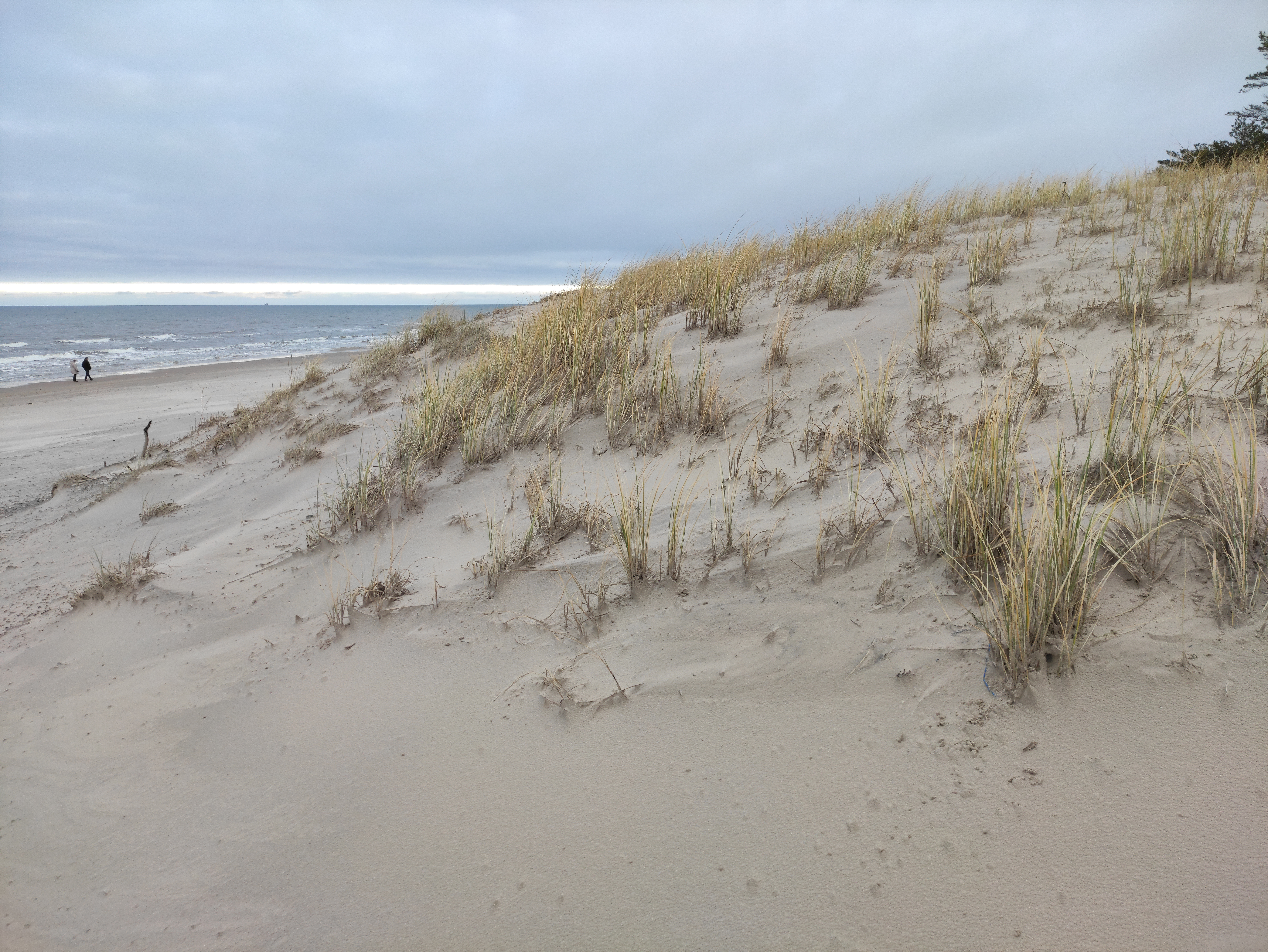